# 净业寺 (什刹海)
净业寺是位于中国北京市西城区德胜门内西顺城街46号的一座汉传佛教寺院。

## 历史
该寺建于明朝嘉靖三十七年（1558年），由内官监太监袁享、司礼监太监妙福捐资兴建，额曰“智光寺”，后来更名“净业寺”，清朝重修。如今的什刹海西海因和该寺相近，故明朝、清朝时多称为“净业湖”。
现该寺仅存西配楼及前殿，由北京市压缩机配件厂使用。

## 建筑
该寺坐北朝南，中轴线上原来依次有山门、前殿、东西配殿、后殿、西配楼。